# Cristian Mandeal
Cristian Mandeal (n. 18 aprilie 1946, Rupea, România) este un muzician, pianist și dirijor român, director general al Filarmonicii „George Enescu” din 1991.

## Studii muzicale și dirijorale
Cristian Mandeal a început studiile de pian, compoziție și dirijat la Liceul de Muzică din Brașov, apoi la Academia de Muzică din București (1965 - 1974). S-a perfecționat ulterior la Berlin, cu Herbert Karajan (1980), și la München, sub îndrumarea lui Sergiu Celibidache (1990). 

## Cariera artistică

### Începuturile activității muzicale
La sfârșitul studiilor, după o scurtă experiență în calitate de corepetitor la Opera Română din București, își începe activitatea de dirijor permanent al Filarmonicii "Constantin Silvestri" din Târgu Mureș (1977 - 1980). 
În anii 1980-1987 a fost dirijor permanent al Filarmonicii Transilvania din Cluj.

### Director artistic al Filarmonicii "George Enescu"
În 1987, Cristian Mandeal câștigă concursul pentru postul de dirijor permanent al orchestrei Filarmonicii "George Enescu" din București, devenind în 1991 prim-dirijor și Director General Muzical al Filarmonicii.
Datorită importantelor turnee în străinătate, orchestra Filarmonicii "George Enescu" își restabilește prestigiul internațional.
„I se datorează lui Cristian Mandeal faptul că această orchestră și-a reocupat locul între ansamblurile europene de vârf.”—Rheinische Post, 27 noiembrie 2002.
Cristian Mandeal a concertat în multe țări din Europa, Asia, America de Nord și America Latină. A participat la numeroase festivaluri muzicale (Atena, Lisabona, Brescia-Bergamo, Bayreuth).
În anii 2001 și 2003 a fost director artistic al Festivalului și Concursului Internațional "George Enescu" - București. 
În anul 2002, la Festivalul din Edinburgh, Cristian Mandeal a condus, în compania orchestrei BBC Scottish, premiera britanică a operei Oedip de George Enescu, pentru ca în 2005 să dirijeze aceeași partitură, în premieră în Italia, la Cagliari. Dirijează întregul repertoriu clasic de concert de la Vivaldi până la muzica contemporană, cu predilecție pentru muzica secolului XIX și prima jumătate a secolului XX.

### Înregistrări
A înregistrat pentru Radio și pe discuri Electrecord integrala simfoniilor lui Anton Bruckner, a creației simfonice și vocal-simfonice de Johannes Brahms și mai ales integrala operelor simfonice ale lui George Enescu.

### Funcții artistice internaționale
- Director artistic al Orchestrei Simfonice Euskadi din Spania;
- Dirijor oaspete Principal al Orchestrei Halle din Manchester, Anglia;
- Dirijor-Oaspete Principal al Filarmonicii din Copenhaga, Danemarca - începand din luna august 2007
- Director artistic al Orchestrei Simfonice de Nord (Northern Symphony Orchestra) din Haifa din Israel până în vara anului 2002;
- Dirijor rezident al Orchestrei Haydn din Bolzano și Trento, Italia, până în iarna anului 2003;
- Director artistic al Festivalului și Concursului Internațional George Enescu - edițiile 2001 și 2003.

## Premii și distincții
- Premiul Uniunii Compozitorilor din România
- Premiul Ionel Perlea
- Medalia Academiei Române
- Premiul de Excelență al Forumului Muzical Român pentru popularizarea operei Oedip de George Enescu

### Decorații
- Ordinul național „Pentru Merit” în grad de Mare Cruce (1 decembrie 2000) „pentru realizări artistice remarcabile și pentru promovarea culturii, de Ziua Națională a României”[1]